# EN 60601-1-2
Die EN 60601-1-2 mit dem Titel „Medizinische elektrische Geräte – Teil 1-2: Allgemeine Festlegungen für die Sicherheit einschließlich der wesentlichen Leistungsmerkmale – Ergänzungsnorm: Elektromagnetische Verträglichkeit – Anforderungen und Prüfungen“ ist Teil der Normenreihe EN 60601.
Herausgeber der DIN-Norm DIN EN 60601-1-2 ist das Deutsche Institut für Normung, die ÖNORM ÖVE/ÖNORM EN 60601-1-2 wird von Austrian Standards International herausgegeben.
Die Norm ist die identische europäische Version der internationalen Norm IEC 60601-1-2. Im Rahmen des VDE-Normenwerks ist die Norm als VDE 0750-1-2 klassifiziert, siehe DIN-VDE-Normen Teil 7.
Diese Norm ist eine Ergänzungsnorm zur EN 60601-1 und definiert Anforderungen und Prüfungen zur elektromagnetischen Verträglichkeit in der EN 60601-Reihe von Normen.

## Gültigkeit
Die deutsche Ausgabe 12.2007 ist mit ihrem Ausgabedatum als Deutsche Norm angenommen.
- Die Fassungen 12.2007 oder 05.2016 ist nur gemeinsam mit der 3. Ausgabe der DIN EN 60601-1 anzuwenden.
- Die Vorgängernorm 10.2006 ist nur gemeinsam mit der 2. Ausgabe der DIN EN 60601-1 anzuwenden.
- Bis alle auf das zu prüfende Gerät anwendbaren Unternormen an die 3. Ausgabe der EN 60601-1 angepasst sind, muss noch die Version vom Oktober 2006 angewendet werden.
- Am 31. Dezember 2018 endet die  Konformitätvermutung für die 3. Ausgabe  EN60601-1-2:2007 diese wird durch die  4. Ausgabe EN60601-1-2:2015 ersetzt

## Anwendungsbereich
Die Norm gilt für alle elektrischen, medizinischen Geräte oder Systeme.

## Zusatzinformation
Gegenüber DIN EN 60601-1-2:2006-10 wurden folgende Änderungen vorgenommen:
- Die hauptsächlichen technischen Änderungen sind in Abschnitt 4 enthalten. Dieser Abschnitt berücksichtigt auch den Risikomanagement-Prozess nach EN 60601-1 (3. Ausgabe) als generelle Anforderung.
- Ein neuer Anhang B fasst sämtliche Änderungen zu Aufschriften und Hinweisen aus der dritten Ausgabe der EN 60601-1-2 zusammen.
- Die Norm wurde strukturell an die EN 60601-1 (3. Ausgabe) angepasst.